# La feldmarescialla - Rita fugge... lui corre... egli scappa
La feldmarescialla. Rita fugge... lui corre... egli scappa è un film del 1967 diretto da Steno.

## Trama
Il film, che appartiene al genere musicarello, è ambientato nell'Italia occupata dai nazisti nel 1944. La prima parte del film si svolge a Firenze. Un aviatore statunitense, il cui aereo è stato abbattuto, viene aiutato da Rita, una ragazza. Per salvarsi si travestiranno da soldati nazisti, insieme a Giuliano Fineschi, l'uomo di cui Rita è innamorata. Li insegue un capitano tedesco, intimamente pacifista.